# Total Devastation: The Best of
Total Devastation: The Best of es un álbum de grandes éxitos lanzado por Busta Rhymes en 2001.

## Lista de canciones
1. Case Of The P.T.A. With Leaders Of The New School
2. Sobb Story (con Leaders of the New School)
3. Woo Hah!! Got You All In Check (con Rampage "The Last Boy Scout")
4. Everything Remains Raw
5. Do My Thing
6. It's A Party (con Zhane)
7. Put Your Hands Where My Eyes Could See
8. One (con Erykah Badu)
9. Turn It Up / Fire It Up (Remix)
10. Dangerous
11. Rhymes Galore
12. Do The Bus A Bus
13. What's It Gonna Be?! (con Janet Jackson)
14. Gimme Some More
15. Party Is Goin' On Over Here
16. Tear Da Roof Off
17. Get Out!!
18. Bladow!!

- Datos: Q4354673